# State Administration of Foreign Exchange
La State Administration of Foreign Exchange della Repubblica Popolare Cinese è un'agenzia amministrativa con il compito di redigere norme e regolamenti che disciplinano le attività di mercato dei cambi, e la gestione delle statali riserve di valuta estera, che alla fine di dicembre 2012 si sono attestati a 3.310.000.000.000 per le persone di Banca Popolare Cinese. L'attuale direttore è Yi Gang .